# Agomelatina
La agomelatina en un medicamento antidepresivo que está indicado en el tratamiento de los episodios depresivos mayores en personas adultas. Se comercializa bajo las marcas Aglonex®, Thymanax® y Valdoxan®. Se presenta en forma de comprimidos de 25 mg, la dosis habitualmente recomendada es 25 mg diarios, en toma nocturna. Actúa mediante un efecto agonista sobre los receptores de la melatonina  MT1 y MT2 y acción antagonista sobre los receptores 5-HT tipo 2C presentes en las células del sistema nervioso. 

## Nombres comerciales
Se vende con receta médica bajo el nombre comercial de Alodil por Laboratorio Abbott,  Aglonex®, por el laboratorio Accord Healthcare®,  Valdoxan® por Servier y Thymanax por Laboratorios Rovi.

## Hepatotoxicidad
Se han notificado varios casos graves de hepatotoxicidad e insuficiencia hepática, por lo que se ha recomendado realizar una analítica sanguínea al inicio del tratamiento y varias semanas después, e interrumpir la administración del fármaco si aparecen síntomas de afectación hepática.